# Mistrovství světa ve florbale 2010
Mistrovství světa ve florbale mužů 2010 bylo 8. ročníkem mistrovství světa mužů. Konalo od 4. do 11. prosince 2010 ve Finsku, konkrétně ve městech Helsinki a Vantaa. Turnaje se zúčastnilo 16 národních týmů, což je o 6 více než v minulém ročníku. Registrovalo se na něj celkem 32 týmů, což byl nový rekord v historii MS, i když Indie nakonec registraci z finančních důvodů stáhla zpět.
Ve finále obhájilo mistrovský titul Finsko. Česko skončilo na třetím místě. Byla to druhá medaile na mistrovství světa mužů pro český tým, po stříbrné na mistrovství v roce 2004.

## Kvalifikace
Podle nového systému se na turnaj kvalifikovalo šestnáct týmů. Osm míst bylo už předem obsazeno sedmi nejlepšími týmy z divize A a nejlepším týmem z divize B předchozího ročníku. Dalších osm míst si musely zbylé týmy vybojovat v kvalifikačních skupinách.
Zde je seznam týmů, které byly kvalifikovány předem:
| Česko    | Norsko    |
| Finsko   | Rusko     |
| Lotyšsko | Švédsko   |
| Německo  | Švýcarsko |

### Evropa
Kvalifikovaly se pouze čtyři země z níže uvedených 16 registrovaných.
| Belgie   | Gruzie          | Nizozemsko | Slovinsko      |
| Dánsko   | Itálie          | Polsko     | Srbsko         |
| Estonsko | Lichtenštejnsko | Rakousko   | Španělsko      |
| Francie  | Maďarsko        | Slovensko  | Velká Británie |

Poznámka: Týmy, které se kvalifikovaly, jsou zvýrazněny tučně.

### Asie a Oceánie
Kvalifikovaly se tři z níže uvedených pěti registrovaných týmů. Indie registraci z finančních důvodů stáhla zpět.
| Austrálie   | Malajsie |
| Japonsko    | Singapur |
| Jižní Korea |          |

Poznámka: Týmy, které se kvalifikovaly, jsou zvýrazněny tučně.

### Severní Amerika
Kvalifikoval se jeden ze dvou níže uvedených registrovaných týmů.
| Kanada | USA |

Poznámka: Tým, který se kvalifikoval, je zvýrazněn tučně.

## Arény
| Helsinki         | Vantaa         |
| Hartwall Areena  | Energia Areena |
| Kapacita: 13 500 | Kapacita: 3000 |
|                  |                |

## Základní část

### Skupina A
| Poř. | Tým    | Z | V | R | P | VG | IG | +/- | B |
| ---- | ------ | - | - | - | - | -- | -- | --- | - |
| 1.   | Finsko | 3 | 3 | 0 | 0 | 36 | 5  | +31 | 6 |
| 2.   | Rusko  | 3 | 2 | 0 | 1 | 17 | 23 | -6  | 4 |
| 3.   | Kanada | 3 | 1 | 0 | 2 | 14 | 27 | -13 | 2 |
| 4.   | Dánsko | 3 | 0 | 0 | 3 | 8  | 20 | -12 | 0 |

| 4. prosince 2010 10:00 | Kanada | 6 : 9 (0:4, 3:3, 3:2) | Rusko | Energia Areena, Vantaa Návštěvnost: 157 |  |

| Zpráva |

| 4. prosince 2010 16:04 | Finsko | 8 : 1 (2:0, 4:1, 2:0) | Dánsko | Hartwall Arena, Helsinky Návštěvnost: 5376 |  |

| Zpráva |

| 5. prosince 2010 16:01 | Finsko | 14 : 2 (4:0, 4:0, 6:2) | Kanada | Hartwall Arena, Helsinky Návštěvnost: 5437 |  |

| Zpráva |

| 5. prosince 2010 17:00 | Dánsko | 3 : 6 (1:2, 0:2, 2:2) | Rusko | Energia Areena, Vantaa Návštěvnost: 98 |  |

| Zpráva |

| 7. prosince 2010 14:00 | Kanada | 6 : 4 (3:1, 3:1, 0:2) | Dánsko | Energia Areena, Vantaa Návštěvnost: 142 |  |

| Zpráva |

| 7. prosince 2010 17:45 | Rusko | 2 : 14 (2:5, 0:2, 0:7) | Finsko | Hartwall Arena, Helsinky Návštěvnost: 4213 |  |

| Zpráva |

### Skupina B
| Poř. | Tým       | Z | V | R | P | VG | IG | +/- | B |
| ---- | --------- | - | - | - | - | -- | -- | --- | - |
| 1.   | Švýcarsko | 3 | 3 | 0 | 0 | 55 | 4  | +51 | 6 |
| 2.   | Lotyšsko  | 3 | 2 | 0 | 1 | 35 | 7  | +28 | 4 |
| 3.   | Polsko    | 3 | 1 | 0 | 2 | 12 | 22 | -10 | 2 |
| 4.   | Singapur  | 3 | 0 | 0 | 3 | 5  | 74 | -61 | 0 |

| 4. prosince 2010 19:03 | Lotyšsko | 2 : 6 (1:3, 0:1, 1:2) | Švýcarsko | Hartwall Arena, Helsinky Návštěvnost: 606 |  |

| Zpráva |

| 4. prosince 2010 19:02 | Singapur | 4 : 10 (1:4, 2:2, 1:4) | Polsko | Energia Areena, Vantaa Návštěvnost: 102 |  |

| Zpráva |

| 6. prosince 2010 15:02 | Singapur | 1 : 27 (0:15, 1:5, 0:7) | Lotyšsko | Energia Areena, Vantaa Návštěvnost: 152 |  |

| Zpráva |

| 6. prosince 2010 12:00 | Polsko | 2 : 12 (0:3, 1:4, 1:5) | Švýcarsko | Hartwall Arena, Helsinky Návštěvnost: 423 |  |

| Zpráva |

| 7. prosince 2010 09:30 | Lotyšsko | 6 : 0 (2:0, 1:0, 3:0) | Polsko | Hartwall Arena, Helsinky Návštěvnost: 850 |  |

| Zpráva |

| 7. prosince 2010 12:15 | Švýcarsko | 37 : 0 (13:0, 13:0, 11:0) | Singapur | Hartwall Arena, Helsinky Návštěvnost: 666 |  |

| Zpráva |

### Skupina C
| Poř. | Tým       | Z | V | R | P | VG | IG | +/- | B |
| ---- | --------- | - | - | - | - | -- | -- | --- | - |
| 1.   | Švédsko   | 3 | 3 | 0 | 0 | 81 | 3  | +78 | 6 |
| 2.   | Estonsko  | 3 | 2 | 0 | 1 | 25 | 28 | -3  | 4 |
| 3.   | Německo   | 3 | 1 | 0 | 2 | 16 | 30 | -14 | 2 |
| 4.   | Austrálie | 3 | 0 | 0 | 3 | 8  | 69 | -61 | 0 |

| 4. prosince 2010 10:02 | Estonsko | 1 : 21 (0:6, 1:8, 0:7) | Švédsko | Hartwall Arena, Helsinky Návštěvnost: 1032 |  |

| Zpráva |

| 4. prosince 2010 12:59 | Německo | 12 : 3 (5:1, 2:1, 5:1) | Rakousko | Energia Areena, Vantaa Návštěvnost: 201 |  |

| Zpráva |

| 5. prosince 2010 14:00 | Estonsko | 6 : 3 (4:2, 1:0, 1:1) | Německo | Energia Areena, Vantaa Návštěvnost: 248 |  |

| Zpráva |

| 5. prosince 2010 19:00 | Švédsko | 39 : 1 (11:1, 14:0, 14:0) | Rakousko | Hartwall Arena, Helsinky Návštěvnost: 1267 |  |

| Zpráva |

| 7. prosince 2010 11:00 | Rakousko | 4 : 18 (0:9, 2:5, 2:4) | Estonsko | Energia Areena, Vantaa Návštěvnost: 562 |  |

| Zpráva |

| 7. prosince 2010 15:00 | Německo | 1 : 21 (0:6, 1:6, 0:9) | Švédsko | Hartwall Arena, Helsinky Návštěvnost: 925 |  |

| Zpráva |

### Skupina D
| Poř. | Tým      | Z | V | R | P | VG | IG | +/- | B |
| ---- | -------- | - | - | - | - | -- | -- | --- | - |
| 1.   | Česko    | 3 | 2 | 1 | 0 | 45 | 5  | +40 | 5 |
| 2.   | Norsko   | 3 | 2 | 1 | 0 | 34 | 7  | +27 | 5 |
| 3.   | Itálie   | 3 | 1 | 0 | 2 | 5  | 29 | -24 | 2 |
| 4.   | Japonsko | 3 | 0 | 0 | 3 | 3  | 46 | -43 | 0 |

| 4. prosince 2010 13:03 | Itálie | 0 : 16 (0:4, 0:6, 0:6) | Česko | Hartwall Arena, Helsinky Návštěvnost: 1515 |  |

| Zpráva |

| 4. prosince 2010 16:02 | Norsko | 18 : 1 (7:0, 8:0, 3:1) | Japonsko | Energia Areena, Vantaa Návštěvnost: 125 |  |

| Zpráva |

| 5. prosince 2010 10:01 | Norsko | 12 : 2 (4:1, 5:0, 3:1) | Itálie | Hartwall Arena, Helsinky Návštěvnost: 533 |  |

| Zpráva |

| 5. prosince 2010 13:01 | Japonsko | 1 : 25 (0:3, 1:14, 0:8) | Česko | Hartwall Arena, Helsinky Návštěvnost: 1682 |  |

| Zpráva |

| 6. prosince 2010 12:01 | Itálie | 3 : 1 (1:1, 2:0, 0:0) | Japonsko | Energia Areena, Vantaa Návštěvnost: 177 |  |

| Zpráva |

| 6. prosince 2010 15:00 | Česko | 4 : 4 (2:0, 0:1, 2:3) | Norsko | Hartwall Arena, Helsinky Návštěvnost: 555 |  |

| Zpráva |

## Vyřazovací část

### Pavouk
|  | Čtvrtfinále | Čtvrtfinále |         |    | Semifinále | Semifinále |  |  | Finále | Finále |
|  |             |             |         |    |            |            |  |  |        |        |
|  |             |             |         |    |            |            |  |  |        |        |
|  | Finsko      | 12          |         |    |            |            |  |  |        |        |
|  | Finsko      | 12          |         |    |            |            |  |  |        |        |
|  | Lotyšsko    | 2           |         |    |            |            |  |  |        |        |
|  | Lotyšsko    | 2           | Finsko  | 6  |            |            |  |  |        |        |
|  |             |             | Finsko  | 6  |            |            |  |  |        |        |
|  |             | Česko       | 1       |    |            |            |  |  |        |        |
|  | Česko       | Česko       | 1       | 3  |            |            |  |  |        |        |
|  | Česko       |             |         | 3  |            |            |  |  |        |        |
|  | Estonsko    | 2           |         |    |            |            |  |  |        |        |
|  | Estonsko    | 2           | Finsko  | 6  |            |            |  |  |        |        |
|  |             |             | Finsko  | 6  |            |            |  |  |        |        |
|  |             | Švédsko     | 2       |    |            |            |  |  |        |        |
|  | Švédsko     | Švédsko     | 2       | 10 |            |            |  |  |        |        |
|  | Švédsko     |             |         | 10 |            |            |  |  |        |        |
|  | Norsko      | 1           |         |    |            |            |  |  |        |        |
|  | Norsko      | 1           | Švédsko | 3  |            |            |  |  |        |        |
|  |             |             | Švédsko | 3  |            |            |  |  |        |        |
|  |             | Švýcarsko   | 2       |    |            |            |  |  |        |        |
|  | Švýcarsko   | Švýcarsko   | 2       | 9  |            |            |  |  |        |        |
|  | Švýcarsko   |             |         | 9  |            |            |  |  |        |        |
|  | Rusko       | 2           |         |    |            |            |  |  |        |        |
|  | Rusko       | 2           |         |    |            |            |  |  |        |        |

### Čtvrtfinále
| 8. prosince 2010 17:45 | Finsko | 12 : 2 (2:1, 6:1, 4:0) | Lotyšsko | Hartwall Arena, Helsinky Návštěvnost: 4925 |  |

| Zpráva |

| 8. prosince 2010 20:30 | Česko | 3 : 2ts (0:1, 1:0, 1:1, 0:0) | Estonsko | Hartwall Arena, Helsinky Návštěvnost: 1020 |  |

| Zpráva |

| 9. prosince 2010 16:00 | Švýcarsko | 9 : 2 (2:0, 2:0, 5:2) | Rusko | Hartwall Arena, Helsinky Návštěvnost: 841 |  |

| Zpráva |

| 9. prosince 2010 19:00 | Švédsko | 10 : 1 (2:1, 4:0, 4:0) | Norsko | Hartwall Arena, Helsinky Návštěvnost: 1033 |  |

| Zpráva |

### Semifinále
| 10. prosince 2010 17:30 | Finsko | 6 : 1 (0:1, 2:0, 4:0) | Česko | Hartwall Arena, Helsinky Návštěvnost: 12008 |  |

| Zpráva |

| 10. prosince 2010 20:31 | Švédsko | 3 : 2 (1:1, 1:0, 1:1) | Švýcarsko | Hartwall Arena, Helsinky Návštěvnost: 10218 |  |

| Zpráva |

### O 3. místo
| 11. prosince 2010 13:00 | Česko | 9 : 3 (0:0, 4:2, 5:1) | Švýcarsko | Hartwall Arena, Helsinky Návštěvnost: 10875 |  |

| Zpráva |

### Finále
| 11. prosince 2010 16:03 | Finsko | 6 : 2 (2:0, 1:1, 3:1) | Švédsko | Hartwall Arena, Helsinky Návštěvnost: 13276 |  |

| Zpráva |

## Konečné pořadí
| Pořadí           | Tým       |
| ---------------- | --------- |
| Zlatá medaile    | Finsko    |
| Stříbrná medaile | Švédsko   |
| Bronzová medaile | Česko     |
| 4.               | Švýcarsko |
| 5.               | Lotyšsko  |
| 6.               | Norsko    |
| 7.               | Rusko     |
| 8.               | Estonsko  |
| 9.               | Polsko    |
| 10.              | Německo   |
| 11.              | Kanada    |
| 12.              | Itálie    |
| 13.              | Dánsko    |
| 14.              | Austrálie |
| 15.              | Japonsko  |
| 16.              | Singapur  |

## All Star tým
All Star tým šampionátu, vybraný novináři z mnoha zemí:
| Brankář: Tomáš Kafka Obrana: Rasmus Sundstedt, Juha Kivilehto Útok: Tero Tiitu, Mika Kohonen, Matthias Hofbauer |